# Pókháló hadművelet
A pókháló hadművelet (ukránul: Операція «Павутина», Operacija „Pavutina”) nevű meglepetésszerű dróntámadás-sorozatot az Ukrán Biztonsági Szolgálat (SZBU) hajtotta végre mélyen Oroszország belsejében 2025. június 1-jén, az orosz–ukrán háború keretében. Az összehangolt csapások az Orosz Légierő stratégiai bombázó és felderítő repülőgépeit vették célba a Belaja, Gyagilevo, Ivanovo-Szevernij,  Olenyja és Ukrainka légibázisokon, a közelükben parkoló teherautókból indított drónokkal.
Ukrán tisztviselők szerint összesen 117 drónt alkalmaztak, így ez volt a háború addigi legnagyobb dróntámadása orosz légibázisok ellen. A Reutersnek nyilatkozó amerikai tisztviselők szerint a támadásban mintegy 20 katonai repülőgépet találtak el, amelyek közül tízet megsemmisítettek. Oroszország megerősítette a támadás megtörténtét. A műveletben öt megye volt érintett, ezzel földrajzi kiterjedése példa nélküli – különösen a Belaja légibázis elleni csapás  Kelet-Szibériában, ahol a támadás Ukrajnától 4300 km-re történt.

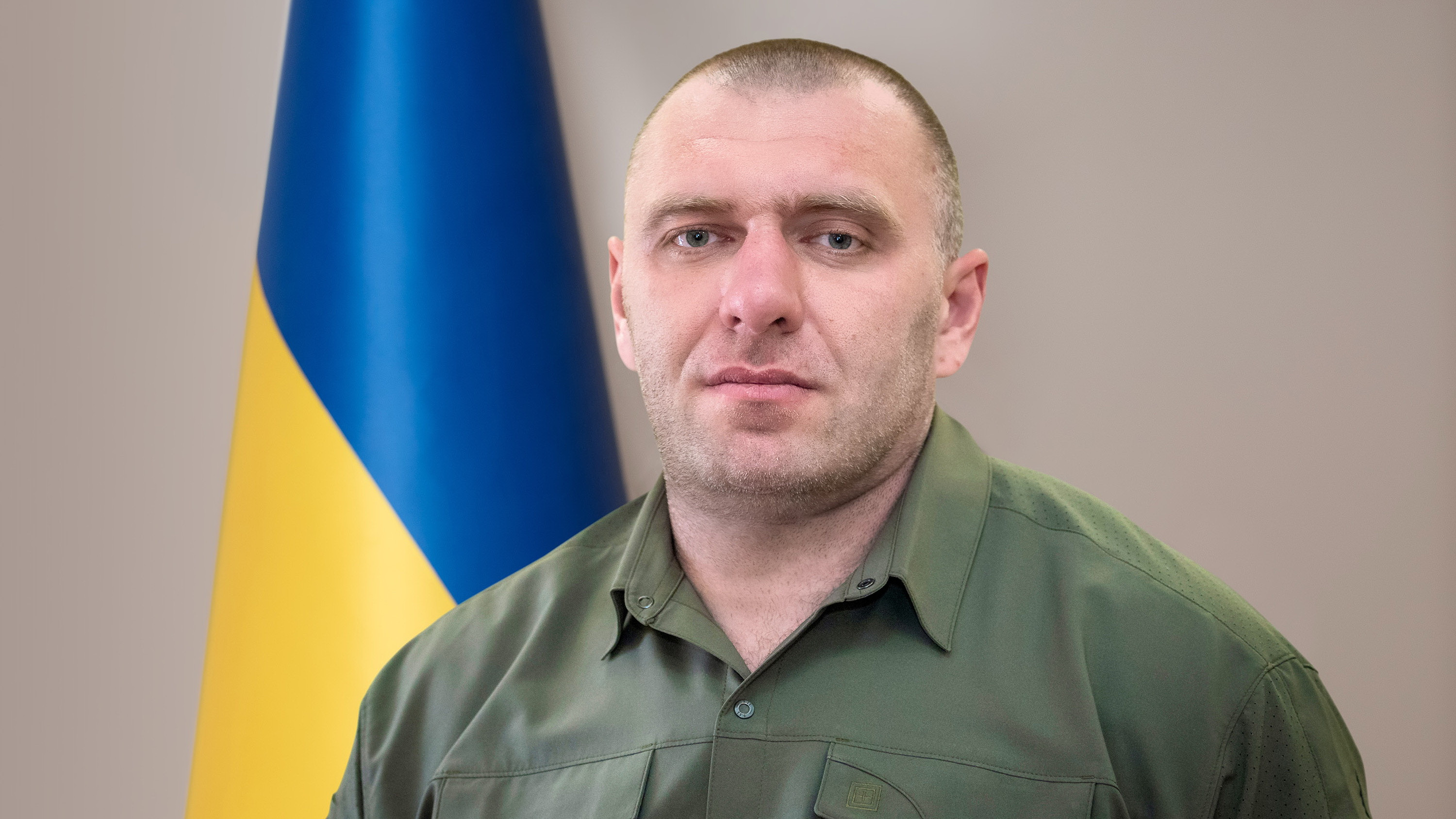
Vaszil Maljuk, a hadművelet vezetője

## Előkészületek
Volodimir Zelenszkij, Ukrajna elnöke szerint a tervezés és az előkészületek 18 hónapig és 9 napig tartottak. Amerikai és ukrán források szerint a terveket az amerikai (és más) szövetségesek előtt is titkolták. Ukrán források szerint a rendkívül összetett hadműveletet Vaszil Maljuk, az Ukrán Biztonsági Szolgálat vezetője és csapata tervezte, a folyamatot Zelenszkij felügyelte.

## Megvalósítás
A támadást ukrán gyártmányú, Osza típusú kvadrokopterekkel hajtották végre, melyek teherbírása kb. 3,2 kg.

### Olenyja Légibázis
2025 májusában a média arról számolt be, hogy stratégiai repülőgépeket telepítettek a Murmanszktól délre fekvő  Olenyja légibázisra. Az AviVector OSINT projekt szerint május 26-án két Tu–95MS, három Tu–160 és két Szu–34 állomásozott itt.
A támadást egy benzinkútnál lévő teherautóról indított drónokkal hajtották végre, legalább 10 robbanás történt. A hatóságok megtiltották a közeli Olenyegorszk városba való belépést és az onnan való távozást. Helyi lakosok robbanásokról és tűzről számoltak be, a történtekről készült videót később közzétették. Az orosz média beszámolt a támadásról, de azt mondták, hogy a légvédelem működött.

### Ivanovo-Szevernij Légibázis
A támadást helyi források jelentették, de a helyi hatóságok elhallgatták. Ezt a légibázist már korábban, 2025. május 23-án is támadás érte. A The Moscow Times szerint valószínűleg egy A-50 gépet is találat ért. Június 3-án The Daily Telegraph egy videofelvétel alapján azt jelentette, hogy találat érte két A–50-es gép radar-kupoláját.  Másnap ukrán források nyilvánosságra hozták a felvételt. Legalább az egyik gépen azonban nem voltak hajtóművek, tehát valószínűleg használatok kívüli gépek voltak, melyek legfeljebb pótalkatrész forrásként hasznosultak.

### Gyagilevo Légibázis
A helyi kormányzó megerősítette a támadás hírét, és elmondta, hogy egy lelőtt drón repeszdarabja megrongálta egy lakóépület tetejét, személyi sérülés nem történt. Legalább hét robbanást jelentettek. A légibázison kiégett gyep látszik, de az ott állomásozó Tu–95MS és Tu–22M bombázók sértetlenek maradtak.

### Belaja Légibázis
A támadást tényét helyi lakosok és Igor Kobzev kormányzó is megerősítette, utóbbi azt mondta, hogy a drón "egy régi épületre esett" a közeli Novomaltyinszkban. A drónokat itt is teheratókról indították. A háború történetében ez volt az első ukrán csapás Szibériában. A légibázison a 200. Gárda Nehézbombázó Repülési Breszti Vörös Zászló Ezred állomásozik Tu – 22M3 stratágiai bombázókkal. A kormányzó által mutatott felvételen füstoszlop látszott. Az AviVector OSINT projekt szerint a támadás előtti napon 52 stratégiai jelentőségű gép (35 Tu–22M3, 6 Tu–95MS, és 7 Tu–160 nehézbombázó), 30 MiG–31 vadászrepülőgép, valamint 8 kiegészítő és szállító gép tartózkodott a légibázison.
A kereskedelmi műholdak felvételeinek elemzése alapján egy Tu–22M3 és három Tu–95 bombázó megsemmisült, három Tu–22M3 és egy Tu–95-ös valószínűleg megrongálódott,

### Ukrainka Légibázis
Ez a támadás kudarcot vallott, mert a drónokat szállító teherautó még a támadás előtt kigyulladt és megsemmisült.

## Galéria

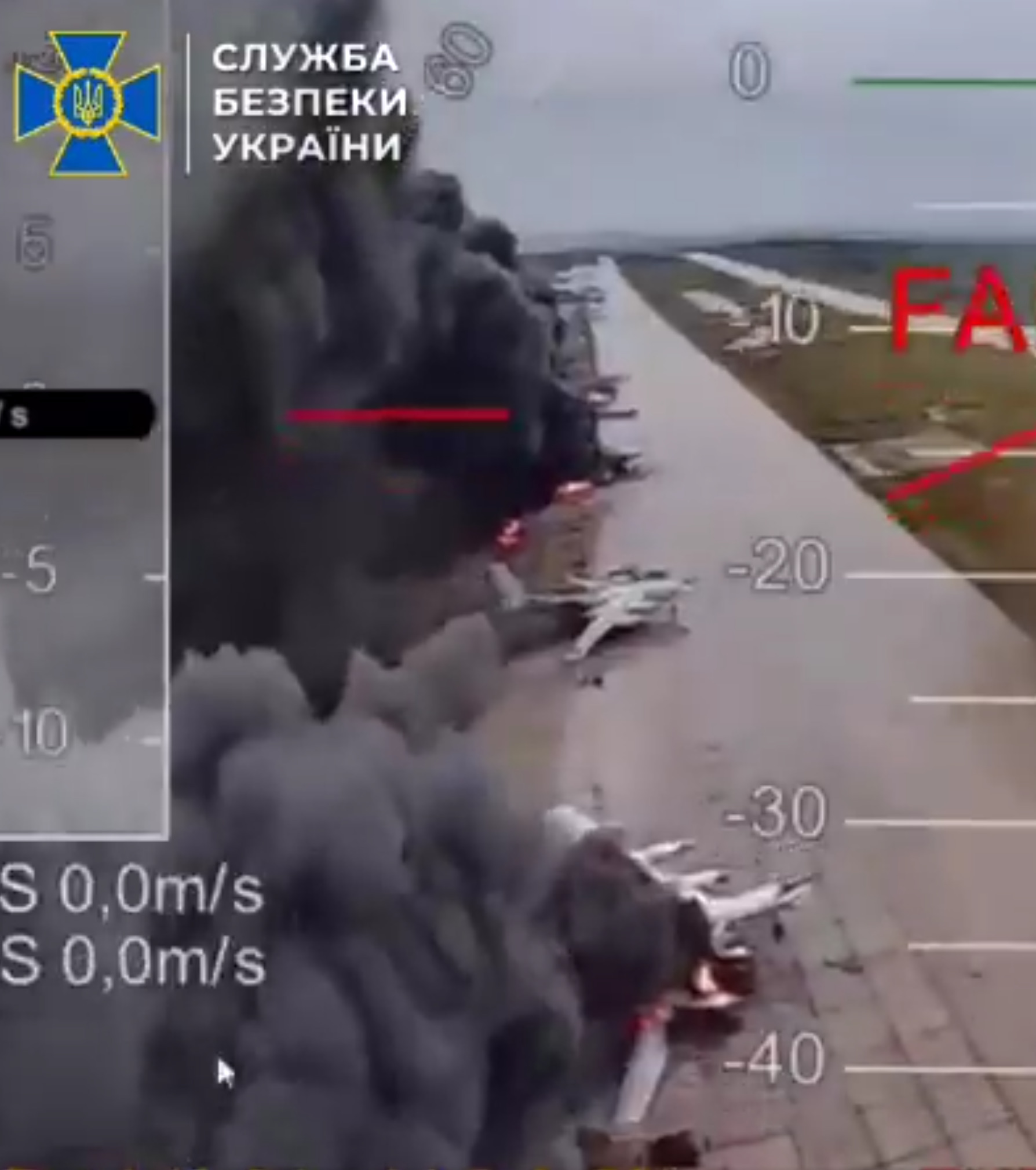
Tu–95 stratégiai bombázók égnek az Olenyja Légibázison
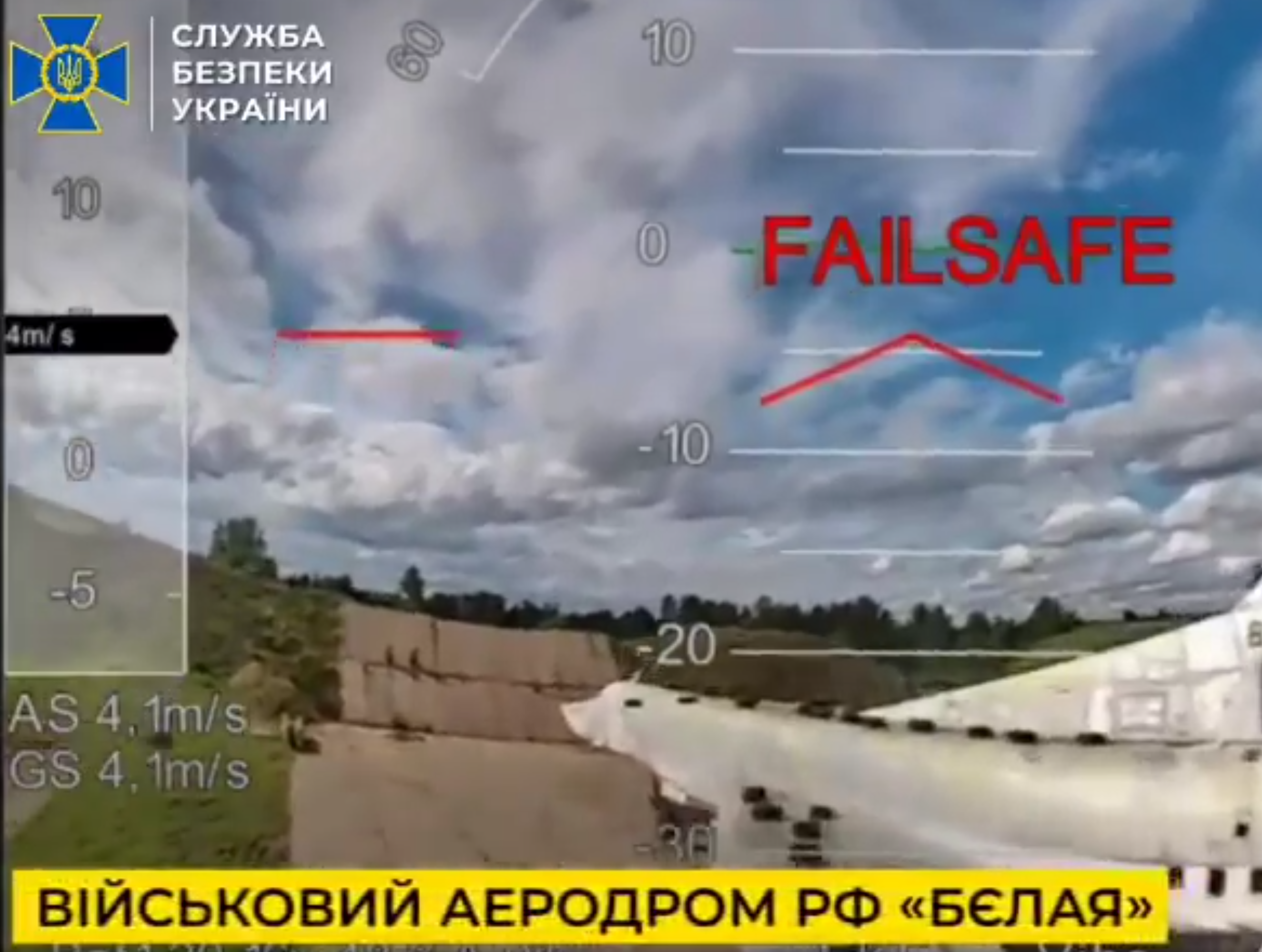
Megcélzott Tu–22M3 hadászati bombázó a Belaja Légibázison
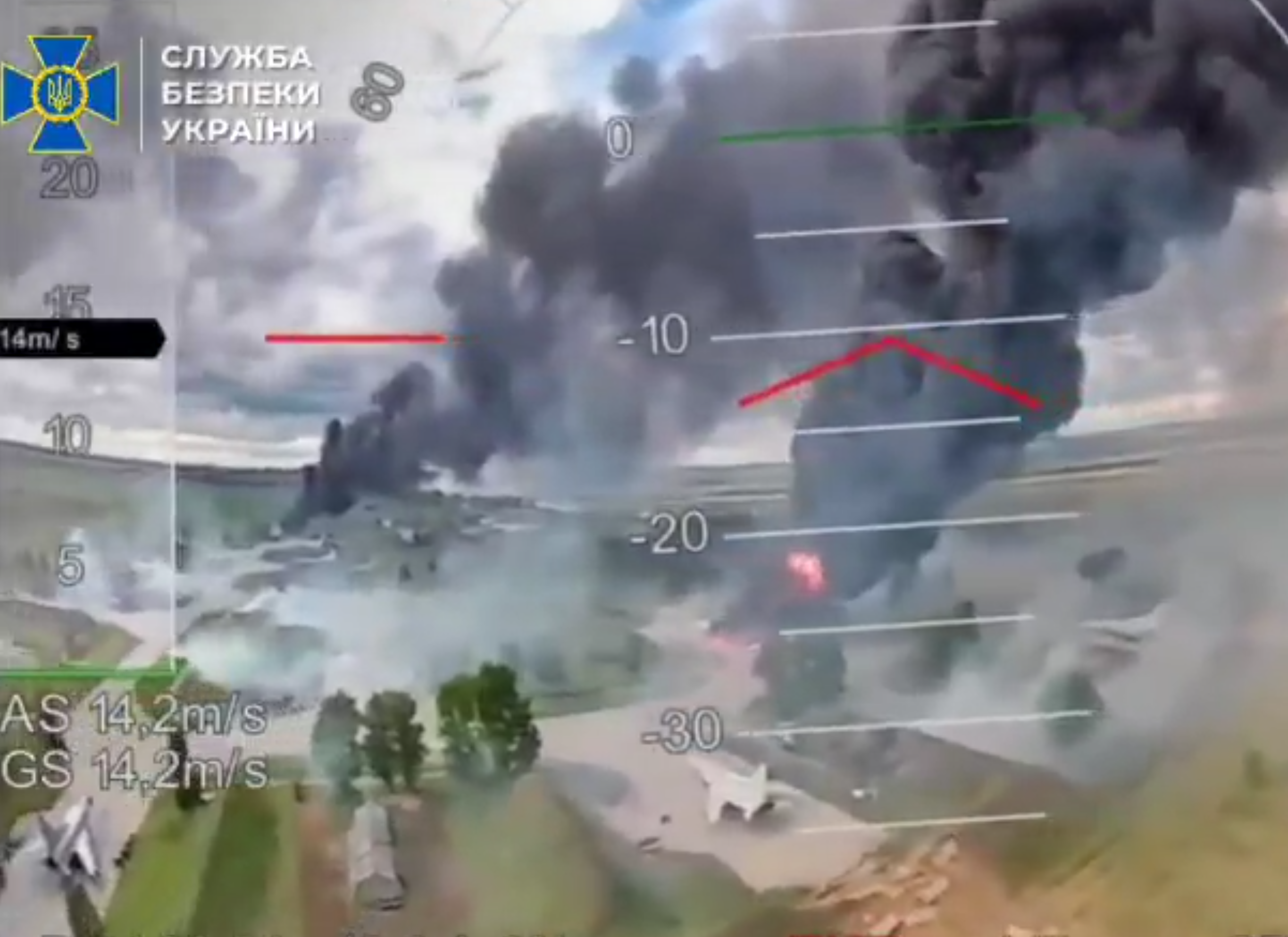
Tu–22M hadászati bombázók a Belaja Légibázison
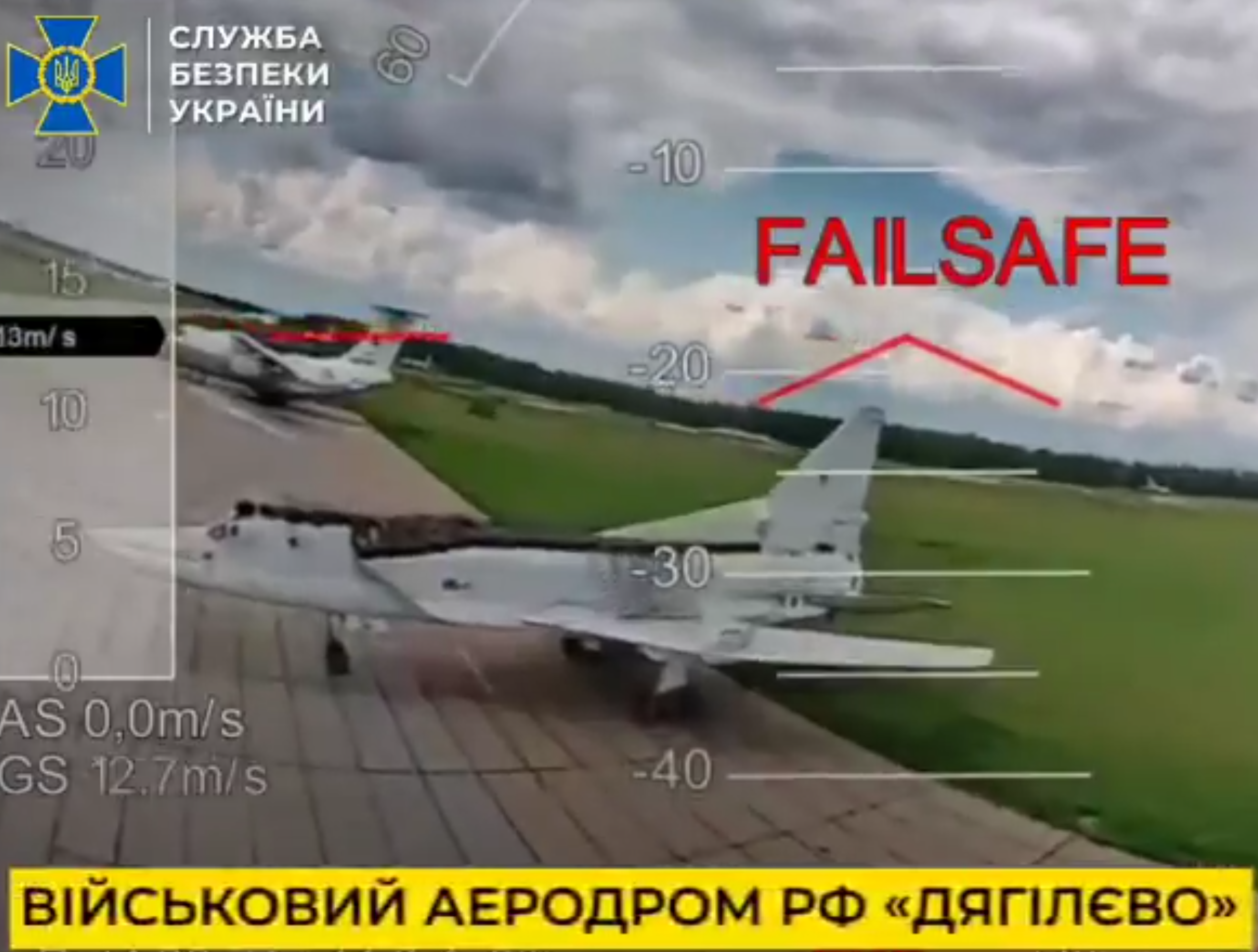
Megcélzott Tu–22M3 hadászati bombázó a Gyagilevo Légibázison
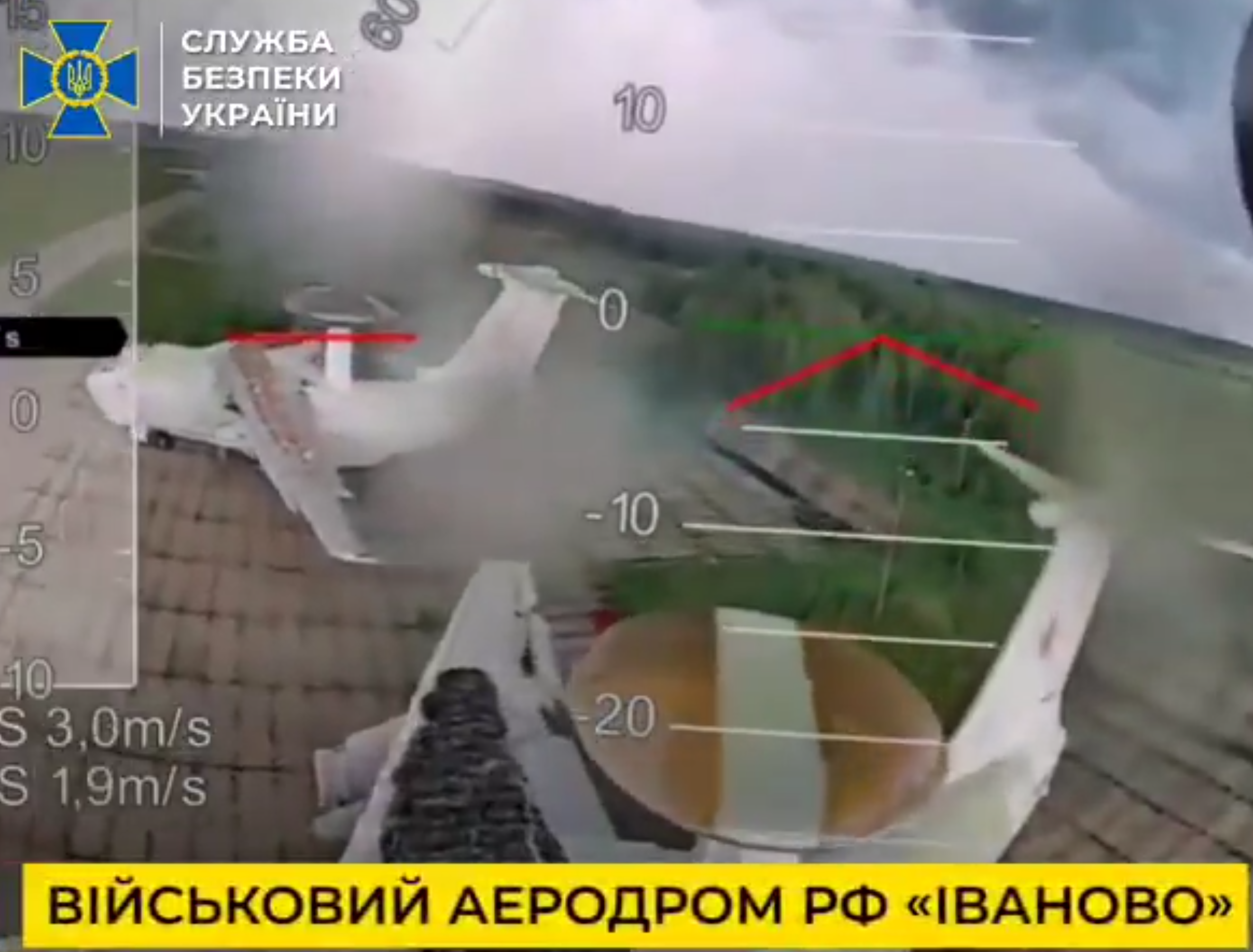
A–50  légtérellenőrző repülőgépek az Ivanovo-Szevernij Légibázison